# Ursula von Rydingsvard

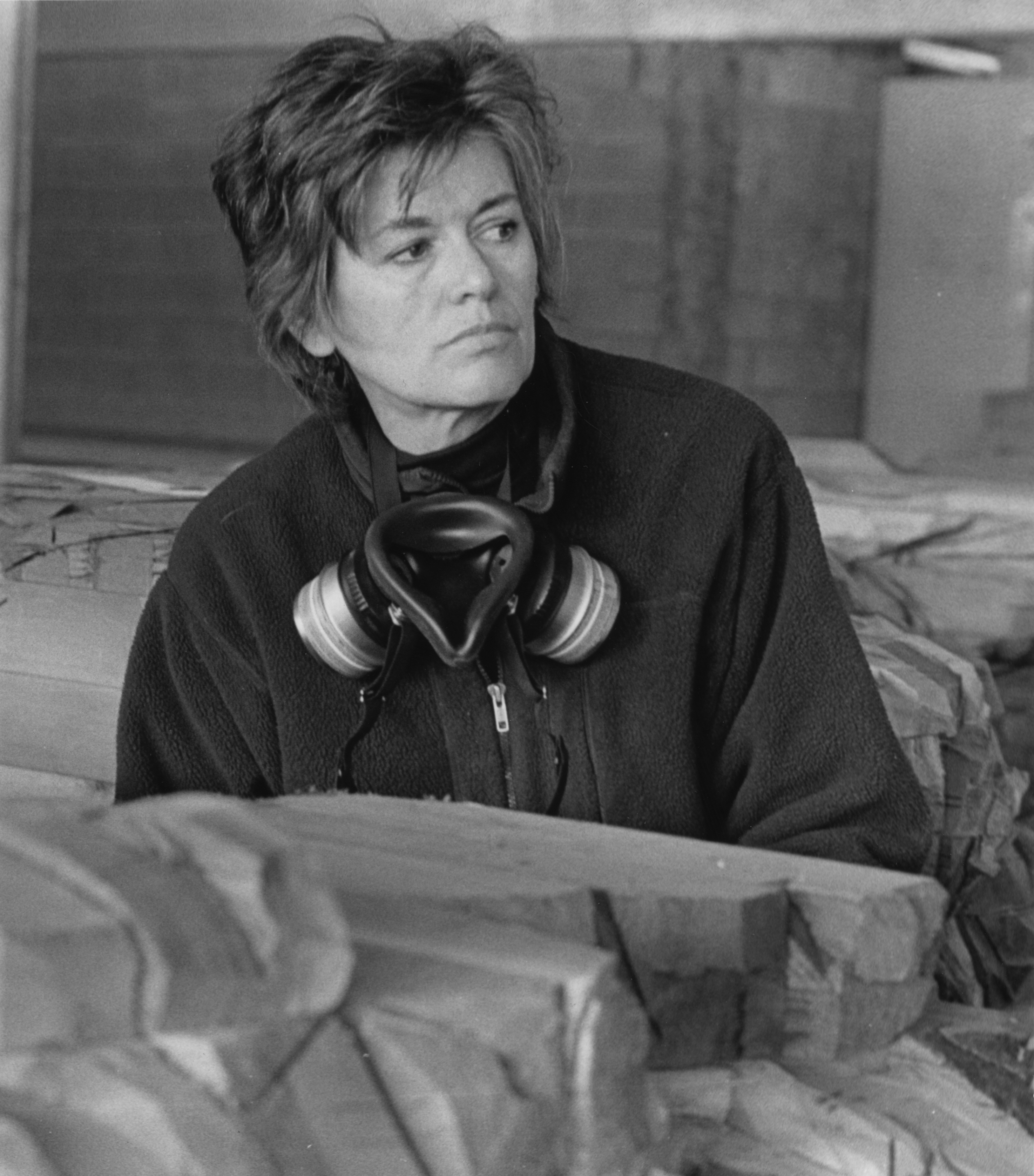
Ursula von Rydingsvard (1997)

Ursula von Rydingsvard (* 26. Juli 1942 in Deensen, Deutschland) ist eine US-amerikanische Bildhauerin, die in Brooklyn, New York, lebt und arbeitet.

## Herkunft und Privates
1942 in Deensen als Tochter einer polnischen Mutter und eines ukrainischen Vaters geboren, erlebte die Künstlerin als kleines Kind mit ihren sechs Geschwistern die deutsche Besetzung Polens und das Trauma des Zweiten Weltkriegs, gefolgt von fünf Jahren in acht verschiedenen deutschen Flüchtlingslagern für vertriebene Polen. 1959 gelangte ihre Familie mit Hilfe des Marshallplans und der Unterstützung katholischer Organisationen per Schiff in die Vereinigten Staaten, wo sie sich schließlich in Plainville, Connecticut, niederließ. Sie erhielt 1965 einen BA und MA von der University of Miami in Coral Gables, Florida, und 1975 einen Master of Fine Arts von der Columbia University in New York City. In den späten 1970er Jahren war sie Teil des NYC’s Cultural Council Foundation Artists’ Project, das unter dem Comprehensive Employment and Training Act (CETA) finanziert wurde.
Ursula von Rydingsvard war bis zu dessen Tod mit dem Nobelpreisträger Paul Greengard verheiratet.

## Künstlerischer Werdegang
Von Rydingsvard arbeitet häufig mit Zedernholz (Western Red Cedar).

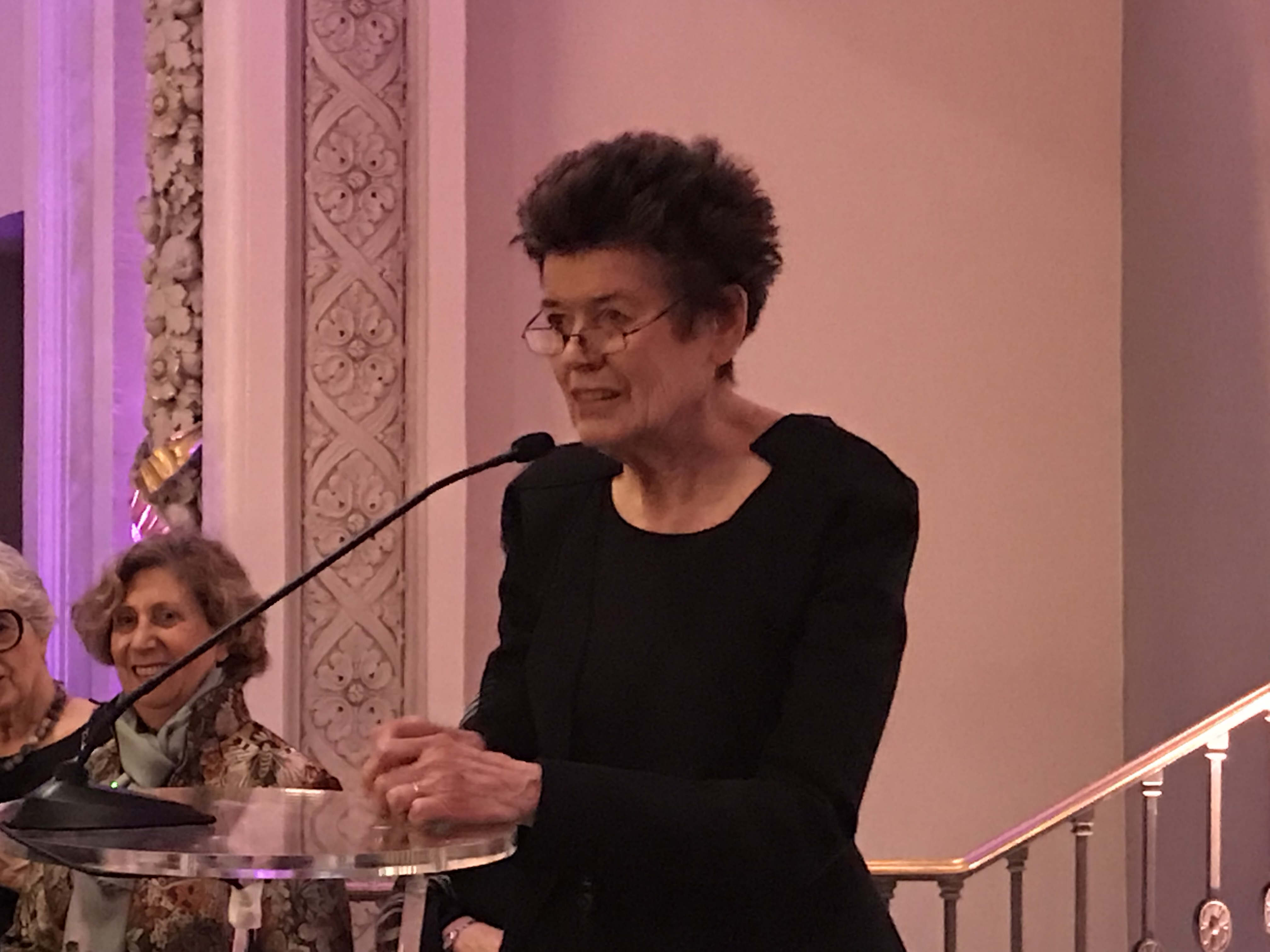
Ursula von Rydingsvard im National Museum of Women in the Arts

Wichtige permanente Auftragsarbeiten von ihr sind in der Microsoft Corporation, Redmond, WA, im Storm King Art Center, New York, im Bloomberg Building, New York, im Queens Family Courthouse, New York, im Nelson-Atkins, Kansas City, und im Barclays Center, Brooklyn, New York, zu sehen. Mad. Sq. Art: Ursula von Rydingsvard war die Freiluft-Einzelausstellung, die 2006 im Madison Square Park präsentiert wurde.
Im Jahr 2008 wurde sie in die American Academy of Arts and Letters aufgenommen und war in der Sendung Art:21 Art in the Twenty-First Century auf PBS zu sehen. Eine Monografie über ihr Werk mit dem Titel „The Sculpture of Ursula von Rydingsvard“ wurde 1996 von Hudson Hills Press veröffentlicht und 2011 erschien bei Prestel Ursula von Rydingsvard: Working. 2014/2015 hatte Ursula von Rydingsvard ihre erste britische Ausstellung im Yorkshire Sculpture Park (West Yorkshire, UK), ihre bisher umfangreichste Ausstellung. Zur Ausstellung erschien der Ursula von Rydingsvard 2014 Catalogue, eine umfangreiche Publikation mit einem Text von Molly Donovan, Kuratorin für moderne und zeitgenössische Kunst an der National Gallery of Art in Washington D.C.

## Ausstellungen (Auswahl)
- 2018 „Now, She“, Philadelphia Museum of Art, Philadelphia, Pennsylvania
- 2018 „Die Kontur des Gefühls“, The Fabric Workshop & Museum, Philadelphia, Pennsylvania
- 2015 Biennale di Venezia, Venedig, Italien
- 2014 Yorkshire Sculpture Park, West Bretton, England
- 2011/12 „Ursula von Rydingsvard: Sculpture 1991–2009“, SculptureCenter, Queens, New York; reiste zum deCordova Sculpture Park and Museum, Lincoln, Massachusetts; Museum of Contemporary Art, Cleveland, Ohio; und zum Frost Art Museum, Miami, Florida

## Auszeichnungen und Stipendien
- Visionary Woman Honors Award, Moore College of Art & Design, Philadelphia, PA, 2017
- Lifetime Achievement Award, International Sculpture Center, Hamilton, NJ, 2014
- Honoree, Storm King Art Center Annual Gala, New York, NY, 2012
- Skowhegan Medal for Sculpture, Skowhegan School of Painting and Sculpture, Maine, 2011
- Best Show in a Non-Profit Gallery or Space, American Section of the International Association of Art Critics, 2011
- Rappaport Prize, DeCordova Museum and Sculpture Park, Lincoln, MA, 2008
- Order of the Cross, Polish Consulate, New York, 2008
- Mary Miss Resident in Visual Arts, American Academy in Rome, Italy, 2007
- 2nd prize, Best Show in a Commercial Gallery, American Section of the International Association of Art Critics, 2000
- Academy Award in Art, American Academy of Arts and Letters, New York, NY, 1994